# Go West (Go West)
Go West è il primo album in studio del gruppo musicale britannico omonimo, pubblicato nel 1985.

## Tracce
Lato A
1. We Close Our Eyes – 3:50
2. Don't Look Down – 3:55
3. Call Me – 4:11
4. Eye to Eye – 3:34
5. Haunted – 3:18

Durata totale: 18:48
Lato B
1. S.O.S. – 4:01
2. Goodbye Girl – 5:08
3. Innocence – 4:10
4. Missing Persons – 5:25

Durata totale: 18:44